# Berlancourt (Aisne)
Berlancourt ist eine französische Gemeinde mit 81 Einwohnern (Stand 1. Januar 2022) im Département Aisne in der Region Hauts-de-France (vor 2016 Picardie). Sie gehört zum Arrondissement Vervins, zum Kanton Marle und zum Gemeindeverband Thiérache du Centre.

## Geographie
Die Gemeinde Berlancourt liegt in der Landschaft  Thiérache, rund 25 Kilometer nordöstlich von Laon und 36 Kilometer östlich von Saint-Quentin. Nachbargemeinden von Berlancourt sind Marfontaine im Norden, Voharies im Nordosten, Thiernu im Südosten, Marle im Süden sowie La Neuville-Housset im Westen.

## Geschichte
Das Dorf gehörte im Hochmittelalter zur Abtei Saint-Martin de Laon. Der Heilige Martin von Tours ist seitdem der Schutzpatron der Gemeinde. 
Im November 1644, während des Dreißigjährigen Krieges, wurde Berlancourt von spanischen Truppen geplündert.
Während des Deutsch-Französischen Krieges und im Ersten Weltkrieg erlitt Berlancourt schwere Schäden.

### Bevölkerungsentwicklung
| Jahr                       | 1962 | 1968 | 1975 | 1982 | 1990 | 1999 | 2006 | 2014 | 2021 |
| -------------------------- | ---- | ---- | ---- | ---- | ---- | ---- | ---- | ---- | ---- |
| Einwohner                  | 112  | 122  | 120  | 117  | 112  | 93   | 87   | 110  | 83   |
| Quellen: Cassini und INSEE |      |      |      |      |      |      |      |      |      |

## Sehenswürdigkeiten

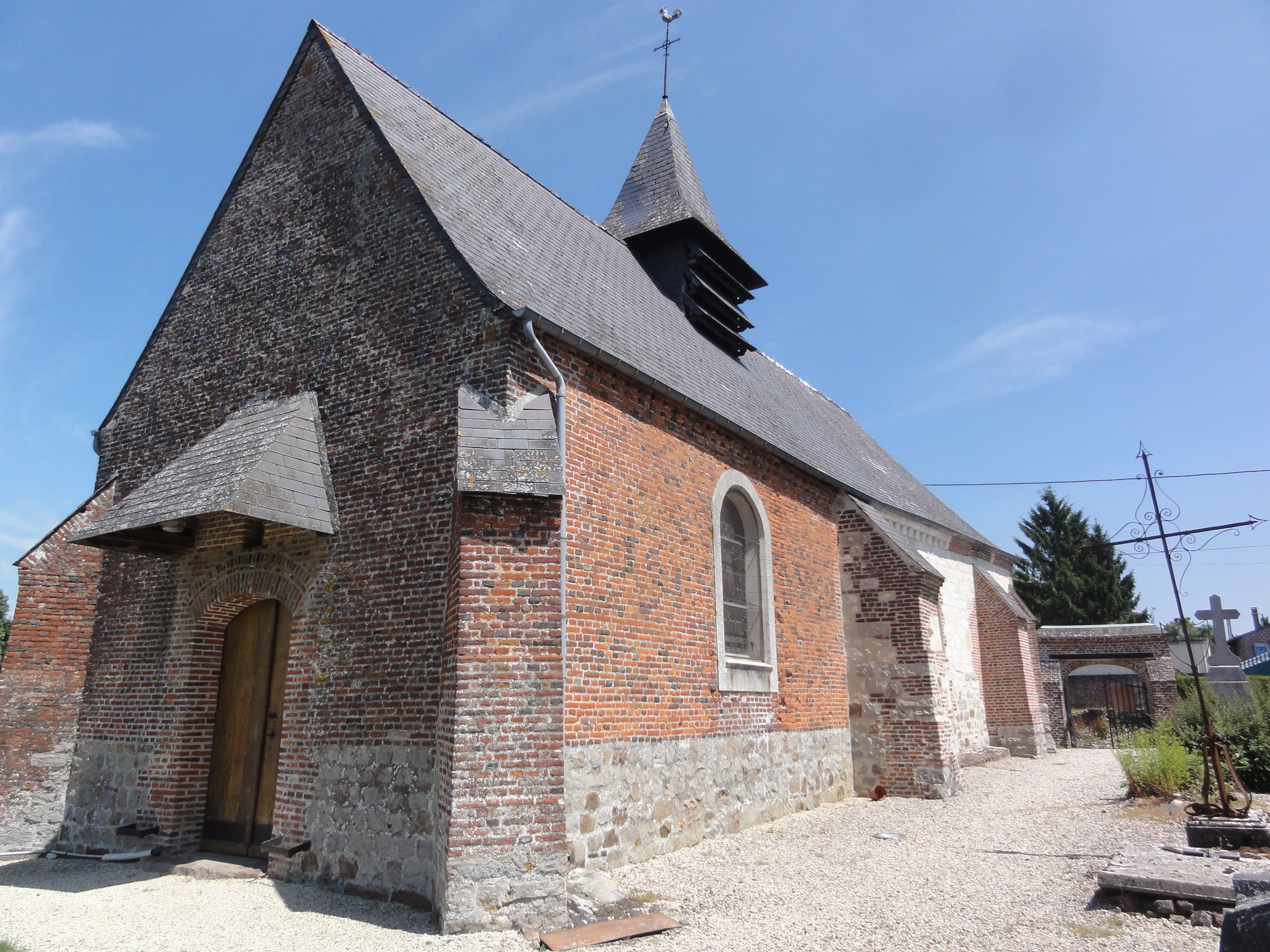
Kirche Saint-Sulpice

- Kirche Saint-Sulpice – Der Chor mit seinem vierteiligen Gewölbe stammt aus dem 12. Jahrhundert. 1773 wurde das Kirchenschiff um 20 Fuß (6,10 Meter) verlängert. Der Altar und der Tabernakel sind neugotisch.

## Verkehrsanbindung
Berlancourt ist durch fünf Straßen mit den benachbarten Gemeinden verbunden. Die RN 2 von Paris nach Maubeuge und die RN 45 von Guise nach Montcornet sind rund zwei Kilometer, die  A 26 von Calais nach Troyes als Teil der E 17 ist 22 Kilometer entfernt. Der nächstgelegene Anschluss an das Eisenbahnnetz ist der Bahnhof Marle.